# Airard de Nantes
Airard de Nantes (mort après 1060), est un prélat du XIe siècle, abbé et  cardinal de Saint-Paul-Hors des Murs, nommé à l'évêché de Nantes en 1050.

## Biographie
Après la déposition pour népotisme et simonie de l'évêque de Nantes Budic par le concile de Reims d'octobre 1049, la papauté nomme lors du concile de Rome d'avril 1050 comme évêque de Nantes, avec pour mission de réformer le diocèse, un certain Airard, peut-être comme Léon IX d'origine germanique, qui se présente comme « moine indigne cardinal de l'église de Saint-Paul et abbé de monastère ».
Dès le 1er novembre 1050 Airard expose son programme dans acte en faveur de Marmoutier et lorsqu'il entreprend de faire restituer les dîmes qui avaient été enlevées à l'église par des laïcs, il se heurte à un certain Simon seigneur de Sainte-Opportune, qu'il doit menacer d'excommunication. Ses méthodes brutales et sa soumission à la métropole de Tours lui aliènent rapidement ses ouailles nantaises. Toutefois ses méthodes semblent efficaces puisqu'il serait parvenu à supprimer toute domination sur les choses ecclésiastiques.
C'est dans ce contexte qu'après la mort du comte Mathias Ier de Nantes en 1050/1051, un conflit pour le contrôle du comté éclate entre Conan II de Bretagne et Judith de Nantes tante et héritière de Mathias soutenue par son époux Alain Canhiart. En 1054 Alain Canhiart réussit à imposer l'investiture au comté de son fils Hoël à cette même époque les nantais chassent Airard, peut-être avec la complicité de la maison de Cornouaille, et envoient une lettre au pape Léon IX afin de se justifier. Guérech, frère de Hoël, est désigné comme évêque en 1059.
Airard se réfugie dans un premier temps à Tours, puis  retourne finalement à Rome en 1059, et il disparaît des sources après le 15 septembre 1060. Guérech II de Cornouaille est consacré évêque entre le 1er et le 7 janvier 1061.